# Tristan Corbière

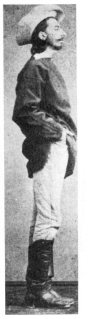
Tristan Corbière

Tristan Corbière, właściwie Édouard-Joachim Corbière (ur. 18 lipca 1845 w Coat-Congar, Francja; zm. 1 marca 1875 tamże) – francuski poeta, przedstawiciel symbolizmu; zaliczany do grona poetów wyklętych.
Większość swojego życia spędził w rodzinnym Coat-Congar, Ploujean (obecnie część Morlaix w Bretanii). Tam się urodził i tam też zmarł.
Jego prace były mało znane aż do czasu, gdy wielki francuski poeta Paul Verlaine zaliczył go do swojej galerii poetów wyklętych. To spowodowało, że prace te zostały zauważone, a sam Corbière uznany za jednego z mistrzów symbolizmu w poezji. W czasie swojego krótkiego życia opublikował tylko jeden tomik wierszy pt. Les Amours jaunes (1873).
Zmarł na gruźlicę w wieku 29 lat.